# Кон'юнктив
Кон'юнкти́в (лат. modus conjunctivus), суб'юнкти́в (лат. modus subjunctivus) або суб'єктний спосіб — низка особливих форм дієслівного способу більшості індоєвропейських мов, що виражає через суб'єктне сприйняття можливу, здогадну, бажану або описувану дію. Прикметник conjunctivus (coniunctivus) утворений від дієслова conjungō/coniungō («з'єдную», «спрягаю»), а subjunctivus (subiunctivus) — від дієслова subjungō/subiungō («під'єднаю», «підпрягаю»).
В українському мовознавстві modus conjunctivus часто передається як «умовний спосіб», але це слід визнати неточним: бо під цим словосполученням можуть матися на увазі два різних граматичних способи: як «кон'юнктив», так і власне умовний або «кондиціоналіс». Подібне нерозрізнення пояснюється тим, що в українській мові, як і в інших східнослов'янських, обидва способи збігаються за формою в «умовному способі», лише деякі функції кон'юнктива виражаються за допомогою дійсного.

## В індоєвропейських мовах
Кон'юнктив засвідчений не в усіх індоєвропейських мовах: як окрема категорія він відсутній у германських, балтійських і слов'янських, а в італьських і кельтських він злився з оптативом. Припускають, що кон'юнктив виник уже після розпаду індоєвропейської мовної спільноти чи принаймні після виділення з неї анатолійських мов, бо в останніх не засвідчено ні форм кон'юнктива, ні форм оптатива.

### Праіндоєвропейська мова
У праіндоєвропейській мові кон'юнктив виражав різні відтінки умови, бажання та іншого, наприклад, для вираження умов і обставин, за яких відбувається чи може (повинна) відбуватися дія. Він міг утворюватися за допомогою первинних і вторинних закінчень.

### Англійська мова
В англійській мові кон'юнктив (subjunctive mood, subjunctive) утворюється за допомогою сполучника that («що»), який ставиться перед підрядним реченням (clause). Відрізнювальною рисою є те, що дієслово у підрядному реченні завжди має форму інфінітива, але без частки to.

### Німецька мова
Німецька мова має дві форми кон'юнктива: Konjunktiv I (KI), «особливий кон'юнктив» чи «кон'юнктив І» і Konjunktiv II (KII), «загальний кон'юнктив» чи «кон'юнктив II» (іноді перший неправильно називають «кон'юнктивом теперішнього», а другий — «кон'юнктивом минулого», хоча насправді будь-який з них може вживатися в обох часах).

### Романські мови

#### Латина
У латинській мові кон'юнктив виражає суб'єктне відношення суб'єкта до факту дії і вживається як у самостійних, так і підрядних реченнях для висловлення сумніву, непевності, мети, наміру, можливості, повеління. Має 4 часи: теперішній, імперфект, перфект та плюсквамперфект, і два стани — активний і пасивний.
Кон'юнктив теперішнього часу активного стану (Praesens conjunctivus activi) утворюється доданням до основи теперішнього часу суфікса -ē- (I дієвідміна) чи -ā- (II—IV дієвідміни) і особових закінчень.
Кон'юнктив імперфекта активного стану (Imperfectum conjunctivus activi) утворюється доданням до основи теперішнього часу суфікса -rē- і особових закінчень.
Кон'юнктив перфекта активного стану
(Perfectum conjunctivus activi) утворюється доданням до основи перфекта суфікса -ĕrĭ- і особових закінчень.
Кон'юнктив плюсквамперфекта активного стану (Plusquamperfectum conjunctivus activi) утворюється доданням до основи перфекта суфікса -issē- і особових закінчень.
Кон'юнктив теперішнього часу, імперфекта, перфекта та плюсквамперфекта пасивного стану утворюються з тими ж суфіксами, але з особовими закінченнями пасивного стану.

#### Французька мова
У французькій мові форми кон'юнктива (le subjonctif) успадковані з латини. Форми кон'юнктивного способу існують для всіх часових форм: présent, passé simple, passé composé, imparfait, plus-que-parfait, futur.
У французькому кон'юнктиві можна виділити два аспекти, залежно від функції:
- Юсив (у наказах, вимогах до третьої особи): Il faut qu'il comprenne cela — «Треба, щоб він це зрозумів»
- Дезидератив: Vive la reine! — «Хай живе королева!»

### У слов'янських мовах
Кон'юнктив виявляється у кількох слов'янських мовах,, хоча в них відсутня якась спеціальна термінологія для цієї категорії. Наприклад, деякі автори не відрізняють його від оптатива (бажального способу), інші можуть виділяти в окремий спосіб
.

#### Болгарська мова
У болгарській модальні значення в підрядних реченнях виражаються не дієслівними закінченнями, а через спеціальні сполучники (комплементатори) — че або да («щоб», «що»). Самі дієслова не мають якихось особливих модальних закінчень, а змінюються тільки за особами і числами. У простих реченнях недоконаний вид часто вживається в індикативі, а доконаний — у кон'юнктиві, але можливі і зворотні сполучення.
- искам да станеш (доконаний)/искам да ставаш (недоконаний) — «я хочу, щоб ти встав», другий варіант має відтінок більшої настійливості;
- знам, че си тук — «я знаю, що ти тут» (індикатив);
- настоявам да си тук — «я наполягаю, щоб ти був тут» (кон'юнктив).

#### Польська мова
Кон'юнктив утворюється за допомогою частки by («би»), іноді в сполученні зі сполучниками: żeby, iżby, ażeby, aby, coby. Ставиться частка (частка+прийменник) попереду підрядного речення. На відміну від схожих форм кондиціоналіса, частка by не приймає особових закінчень, залишаючись незмінною. Для порівняння форми різних способів:
- Upieram się, że wychodzi (індикатив) — Я наполягаю, що він виходить
- Upieram się, by wyszedł (кон'юнктив) — Я наполягаю, щоб він вийшов
- Upieram się, że wyszedłby (кондиціоналіс) — Я наполягаю, що він би вийшов

#### Українська мова
Як окрема категорія відсутній. Конструкція, схожа з кон'юнктивом, утворюється за допомогою сполучника щоб (рідше аби), що ставиться перед підрядним реченням: «Я хочу, щоб ми були щасливими». Також у цьому значенні можуть вживатися частки хай і бодай: «Коли забули, бодай заснули, Про мою доленьку щоб і не чули» (Т. Г. Шевченко). Частка би за походженням являє собою колишню форму аориста (чи плюсквамперфекта) третьої особи однини дієслова бути (прасл. *byti), а бодай — стягнену форму ранішого «Бог дай».
В українському діалектному мовленні засвідчені й архаїчні форми, у яких частка би (складова сполучника щоб) відмінюється за особами і числами, за зразком діалектного відмінювання в кондиціоналісі. Іноді ця форма трапляється у літературі, що описує народну мову: «Мати казали тобі, — бодай бись луснув!», «А! Бодай бис… — клене козар і не кінчає: ану скажеш в таку годину!», «…а я тебе буду шанувати, щоб ти легко спала, щобис рідко рикала, щоби тебе чередінниця не пізнала, де ти ночувала, де ти стояла, щоби тебе хто не урік…» (М. М. Коцюбинський, «Fata Morgana», «Тіні забутих предків»).

## В уральських мовах

### Угорська
В угорській цей спосіб зазвичай використовується для вираження ввічливої вимоги і пропозиції. Закінчення збігаються з такими в імператива, тому угорський кон'юнктив часто називають кон'юнктивно-наказовим способом.
Приклади:
- 'Add nekem! — «Дай це мені!» (вимога)
- Menjünk! — «Ходімо!» (пропозиція)
- Menjek? — «Я піду?/Мені йти?» (пропозиція чи питання)
- Menj! — «Йди!» (вимога)

## У семітських мовах

### Арабська
У літературній арабській дієслово в недоконаному виді (аль-мударі) утворює кон'юнктивну форму, що називається мансуб (منصوب). Вона відрізняється від імперфекта дійсного способу в більшості своїх форм: де індикатив має закінчення «-у», кон'юнктив — «-а»; а де індикатив має «-на» чи «-ні», кон'юнктив має нульове закінчення (закінчення «-на» у другій і третій особах множини жіночого роду позначає не спосіб, а рід і число, і тому форми індикатива і кон'юнктива в них не розрізняються).
- Третя особа однини чоловічого роду: індикатив яктубу («він пише») → кон'юнктив яктуба («щоб він писав»)
- Третя особа множини чоловічого роду: індикатив яктубууна («вони пишуть») → кон'юнктив яктубуу («щоб вони писали»)
- Третя особа множини жіночого роду: індикатив яктубна («вони пишуть») → кон'юнктив яктубна («щоб вони писали»)

Арабський кон'юнктив використовується в підрядних реченнях, після сполучника ан: урііду ан актуба («Я хочу писати», буквально «Я хочу, щоб я писав»). У кондиціоналісі і прекативі (один з видів ірреаліса), наприклад, «якщо він йде», «хай він йде», використовується юсив (маджзум).
У багатьох арабських діалектах зберігається відмінність між індикативом і кон'юнктивом, проте, частіше це виражається не через закінчення, а через префікс.
У сиро-палестинському діалекті арабської індикатив має префікс б-, тоді як у кон'юнктиві він відсутній:
- Третя особа однини чоловічого роду: хувве б'юктоб («він пише», «він писатиме») — юктоб («щоб він писав»)
- Третя особа множини чоловічого роду: хомме б'юкотбу («вони пишуть») — юкотбу («щоб вони писали»)

Єгипетська арабська використовує просту конструкцію, яка передує відмінюваним дієсловам з лав («якщо») чи момкен («щоб», «хай»):
- Лав/Момкен енті тектебі («Якщо/Мабуть ти (ж. р.) пишеш»)
- Лав/Момкен енті ктебті («Якщо/Мабуть ти писала»)
- Лав/Момкен енті конті тектебі («Якби ти писала/Мабуть ти б писала»)
- Лав/Момкен енті хатектебі («Якщо ти (ж. р.) писатимеш/Мабуть ти писатимеш»)